# Колстрип (Монтана)
Колстрип (енгл. Colstrip) град је у америчкој савезној држави Монтана.

## Демографија
По попису из 2010. године број становника је 2.214, што је 132 (-5,6%) становника мање него 2000. године.
| Група             | 2000.         | 2010.         |
| Белци             | 1.931 (82,3%) | 1.810 (81,8%) |
| Афроамериканци    | 16 (0,7%)     | 5 (0,2%)      |
| Азијати           | 3 (0,1%)      | 14 (0,6%)     |
| Хиспаноамериканци | 74 (3,2%)     | 96 (4,3%)     |
| Укупно            | 2.346         | 2.214         |